# Рашка епархия
Рашката епархия е историческа епархия с център средновековния град Рас, и като такава е упомената в рамките на Охридската архиепископия.
Великият жупан Стефан Неманя подържа тесни връзки с епископите на Рас, като се консултира с епископа по важни църковни въпроси.
Рашката епархия е една от старите четири български, заедно с епархиите на Призрен, Липлян и Срем, включени в учредената Сръбска архиепископия на Сава Сръбски.
Единствената историческа информация за диоцеза на Рашката епископия датира от 1316 г., и е записана в хрисовул на Стефан Милутин, а именно епархията обхващала горни Ибър, Йелшаница, Ситница, Лаб и Драшковина. Рашката епископия претърпяла големи териториални промени в края на 13-ти и началото на 14-ти век, заради новоучреденото епископство в Банския манастир, а по-сетне и заради църковния център Кончул. Църквата днес носи името св. св. Петър и Павел, но е позната и известна исторически като Петрова църква, свързвайки се с името на св. цар Петър Български, когато вероятно е обновена. 
По време на Печката патриаршия, а и в периода когато Рашката епархия е отново в Охридската архиепископия – до възстановяването на първата, Рашкият йерарх носи титлата митрополит. В музея на Рилския манастир е изложен епитрахил, подарен през 1550 г. на Рилския манастир от рашкия митрополит Симеон, който по това време резидирал в манастира „Св. Варвара“.
След неканоничното закриване на Печката патриаршия през 1766 г., рашката епархия влиза в диоцеза на Константинополската патриаршия и просъществува като самостоятелна до 1808 г., когато е обединена с Призренската епархия в Рашко-призренска епрахия, която от 1920 г. е в Сръбската православна църква.